# Pachyolpium arubense
Espèce
Pachyolpium arubense est une espèce de pseudoscorpions de la famille des Olpiidae.

## Distribution
Cette espèce se rencontre à Aruba, à Curaçao, à Bonaire, au Venezuela, à Antigua-et-Barbuda et aux Îles Vierges des États-Unis.

## Description
Les mâles de Pachyolpium arubense arubense mesurent de 2,19 à 2,45 mm et les femelles de 2,36 à 2,84 mm et les mâles de Pachyolpium arubense variabile mesurent de 2,41 à 2,78 mm et les femelles de 3,10 à 3,53 mm.

## Liste des sous-espèces
Selon Pseudoscorpions of the World (version 3.0) :
- Pachyolpium arubense arubense Beier, 1936
- Pachyolpium arubense variabile Tooren, 2002

## Étymologie
Son nom d'espèce, composé de arub[a] et du suffixe latin -ensis, « qui vit dans, qui habite », lui a été donné en référence au lieu de sa découverte, Aruba.

## Publications originales
- Beier, 1936 : Zoologische Ergebnisse einer Reise nach Bonaire, Curaçao und Aruba im Jahre 1930. No. 21. Einige neue neotropische Pseudoscorpione. Zoologische Jahrbücher, Abteilung für Systematik, Ökologie und Geographie der Tiere, vol. 67, p. 443-447.
- Tooren, 2002 : Pseudoscorpions (Pseudoscorpiones: Olpiidae) of the genus Apolpium from Venezuela, and the genera Pachyolpium, Leptolpium gen. nov. and Serianus from Curaçao, Aruba and Bonaire. Zoologische Mededelingen, vol. 76, p. 141-192 (texte intégral).